# Anisotremus dovii
Anisotremus dovii és una espècie de peix pertanyent a la família dels hemúlids.

## Descripció
- Pot arribar a fer 45 cm de llargària màxima (normalment, en fa 35).
- Cos comprimit.
- Boca petita amb llavis gruixuts i molsuts.
- Aleta dorsal amb 11-12 espines i 13-16 radis tous.
- Línia lateral amb 45-52 escates.
- Dors marronós, ventre argentat, aletes fosques i flancs amb 5 franges verticals fosques.[6][7][8][9]

## Hàbitat
És un peix marí, demersal i de clima tropical.

## Distribució geogràfica
Es troba al Pacífic oriental: des del sud del golf de Califòrnia fins al Perú.

## Costums
És bentònic sobre els fons durs de la plataforma continental.

## Ús comercial
Es comercialitza fresc.

## Observacions
És inofensiu per als humans.